# Кіто (колишній аеропорт)
Колишній міжнародний аеропорт «Кіто» імені Маріскаля Сукре (IATA: UIO, ICAO: SEQU) — колишній міжнародний аеропорт, що обслуговував столицю Еквадору — Кіто і був головними повітряними воротами країни. У лотому 2013-го був замінений новим аеропортом з також назвою. Це був найзавантаженіший аеропорт Еквадору за пасажиропотоком, рухом літаків і вантажів, а також одним з найзавантаженіших аеропортів Південної Америки. Його назвали на честь уродженця Венесуели Антоніо Хосе де Сукре, героя незалежності Еквадору та Латинської Америки. Аеропорт розпочав роботу в 1960 році, і протягом останніх років роботи обслуговував близько 6,2 мільйонів пасажирів і 164 000 метричних тонн вантажів на рік. Аеропорт, один з найвищих у світі (2800 метрів або 9200 футів над рівнем моря), був розташований у північній частині міста, в волості Чаупікрус, за п'ять хвилин ходьби від фінансового центру Кіто; термінали були розташовані на перетині проспектів Амазонас і Ла Пренса. Старий аеропорт Маріскаля Сукре був найбільшим центром для TAME з в середньому 50 відправленнями на день.

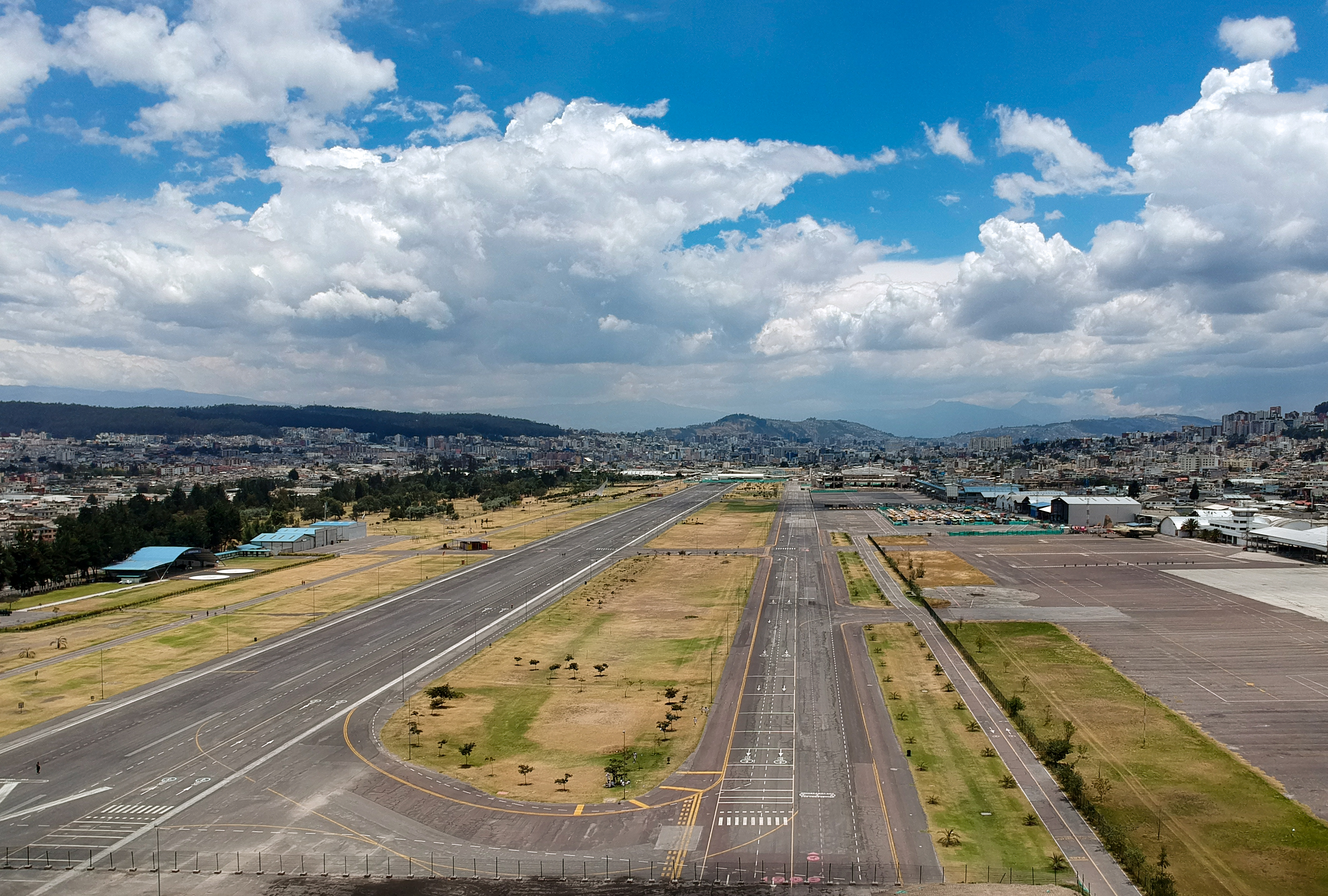
Єдина ЗПС аеропорту

Старий міжнародний аеропорт Маріскаль Сукре припинив роботу о 19:00 19 лютого 2013 року після вильоту рейсу 321 авіакомпанії TAME до Гуаякіля о 19:00 (за розкладом на 18:55). Iberia виконувала останній міжнародний рейс з аеропорту. Вранці 20 лютого 2013 року всі операції перенесли в новий однойменний аеропорт. Першими внутрішніми рейсами, які планувалося прибути в новий аеропорт, були TAME 302, що вилітав з Гуаякіля, і LAN 2590, що вилітає з Ліми (Перу). Новий аеропорт розташований у парафії Табабела, приблизно за 18 кілометрів (11 миль) на схід від міста. Він був побудований приватним консорціумом.
Колишній аеропорт тепер є місцем парку Бісентенаріо, найбільшого міського парку Кіто.
Через його розташування в центрі міста і оточення горами, старий аеропорт більше не міг бути розширений для розміщення більших літаків або збільшення повітряного руху. Його функціонування створювало ризики; кілька серйозних аварій та інцидентів відбулося за роки до його закриття. Дотого ж, в аеропорті була всього одна ЗПС.